# Christian DeJesus
Christian „Chris“ DeJesus ist ein US-amerikanischer Schauspieler.

## Leben
DeJesus machte seine Schauspielausbildung 2020 am John Casablancas Center for Acting in Orlando, Florida. Im Folgejahr debütierte und spielte er in mehreren Kurzfilmen mit. Er übernahm außerdem die Rolle des Teese im Abenteuerfilm Jungle Run – Das Geheimnis des Dschungelgottes. Als Officer Will Richardson war er in insgesamt vier Kurzfilmen (Undercover Captain, Officer Involved DUI Accident, Attempted PS5 Theft und Cop DUI Arrest) zu sehen.

## Filmografie (Auswahl)
- 2021: Stolen Valor (Kurzfilm)
- 2021: Cops Play Ball (Kurzfilm)
- 2021: Jungle Run – Das Geheimnis des Dschungelgottes (Jungle Run)
- 2021: Denied Entry (Kurzfilm)
- 2021: Cop DUI Arrest (Kurzfilm)
- 2021: Attempted PS5 Theft (Kurzfilm)
- 2021: Officer Involved DUI Accident (Kurzfilm)
- 2021: Baby Trapped in Car (Kurzfilm)
- 2021: Mistaken Identity (Kurzfilm)
- 2021: Realtor and Client Falsely Arrested (Kurzfilm)
- 2021: Mom Disrespects Kind Waiter (Kurzfilm)
- 2021: Evil Attorney’s Demise (Kurzfilm)
- 2021: Undercover Captain (Kurzfilm)
- 2021: Got Your Six (Kurzfilm)
- 2021: Railroad Savior (Kurzfilm)
- 2021: Paraplegic Harassed by Police (Kurzfilm)
- 2021: Boat Dock Karen (Kurzfilm)